# D-苹果酸脱氢酶 (脱羧)
D-苹果酸脱氢酶（脱羧）是一种以NAD+或NADP+为受体、作用于供体CH-OH基团上的氧化还原酶。
这种酶能催化以下酶促反应：
(R)-苹果酸 + NAD+ {\displaystyle \rightleftharpoons } 丙酮酸 + CO2 + NADH
D-苹果酸脱氢酶（脱羧）主要参与丁酸的代谢过程。